# Michael Pram Rasmussen
Michael Pram Rasmussen (født 14. januar 1955) er bestyrelsesformand i Semler Holding A/S.
Michael Pram Rasmussen er cand.jur. fra Københavns Universitet i 1980.
Han blev administrerende direktør i Topdanmark i 1996 efter at have haft ledende poster i Nye Danske Lloyd A/S, Baltica Forsikring A/S og Tryg Forsikring A/S. Han blev i 2006 valgt som bestyrelsesformand for selskabet.
Michael Pram Rasmussen blev desuden medlem af bestyrelsen for A.P. Møller-Mærsk i 1999. Han blev næstformand i 2002, og i 2003 afløste han Mærsk Mc-Kinney Møller som formand  virksomheden. I februar 2017 meddelte han, at han ville trække sig tilbage fra formandsposte ved generalforsamlingen i marts 2017, og at Jim Hagemann Snabe skulle afløse ham.
Blandt hans nuværende bestyrelsesposter kan nævnes:
- Mærsk Olie og Gas AS (2003 -) – formand 2003 – næstformand 2004
- Forsikring & Pension (1996 – ) – (næstformand 2000 – 2003)
- William Demant Holding A/S, Oticon A/S (1999 – )
- Danmark-Amerika Fondet (2002 – )

Han er desuden fra 2000 medlem af repræsentantskabet i Danske Bank A/S.
16. april 2015 blev han Kommandør af Dannebrogordenen.
2. november 2011 fik han prisen Chair of the Year 2011 Årets Bestyrelsesformand for sit arbejde i A.P.Møller-Mærsk A/S af bestyrelsesformand Povl Krogsgaard-Larsen, Carlsberg A/S (Chair of the Year 2010). Prisen uddeltes for 5. gang af Styreinformasjon AS i Oslo med hovedpartner PwC.